# 口宵里
口宵里，是臺灣臺南市玉井區的一個傳統地域名稱，位於該區西北部。相較於今日行政區，其範圍大致包括豐里里、中正里北半部。
本地區境內主要聚落為口宵里、內宵里、斗六舊庄（舊社）、斗六新庄（斗六）。

## 歷史
台灣日治初期，口宵里地區為一街庄，稱為「口宵里庄」（舊制街庄），隸屬於善化里西堡。該庄昔日西北與鳴頭庄為鄰，東北與𦬬萊宅庄為鄰，東邊隔曾文溪與茄拔庄、鹿陶洋庄為界，東南邊隔曾文溪與鹿陶庄、噍吧哖庄為界，南邊及西南邊隔曾文溪分別與芒仔芒庄、二重溪庄為界。
1901年（日治明治三十四年）11月11日，全台廢縣廳改設二十廳，該庄隸屬於鹽水港廳。1904年（明治三十七年）4月1日，該庄編入「口宵里區」，隸屬於鹽水港廳。1906年（明治三十九年）4月1日，鹽水港廳內管轄區域調整，該庄改隸屬於「內庄區」。1909年（明治四十二年）10月25日，全台合併二十廳為十二廳，內庄區改隸屬於臺南廳。1913年（大正二年）11月4日，善化里東堡、善化里西堡、新化東里轄區調整，該庄改隸屬於善化里東堡。1920年（大正九年）10月1日，全台地方制度大改正，廢十二廳改設五州二廳，該庄改制為「口宵里」大字，隸屬於臺南州新化郡玉井庄（新制街庄）。
戰後玉井庄改制為玉井鄉，隸屬於臺南縣，大字亦改制為村。1950年（民國39年）10月25日，雲、嘉、南分治，玉井鄉仍隸屬於臺南縣。2010年（民國99年）12月25日，臺南縣、市合併為直轄臺南市，玉井鄉改制為玉井區，村亦改制為里。

## 聚落
本地區發展較早的聚落為口宵里、內宵里、斗六舊庄（舊社）、斗六新庄（斗六），在日治期初期的官方地圖上已有記載。

## 交通
省道台84線又稱「東西向快速公路－北門玉井線」，經過本地區南部，該路段屬於開放式道路，設有多個平交路口。由此等可快速前往台84線沿線各地，或銜接國道3號、國道1號。
區道南182線是後窟至內宵里的道路，其東側端點（終點）位於本地區中部偏西南的區道南183線路口，由此向西南西會經過內宵里聚落北郊。
區道南183線是照興至玉井的道路，經過本地區的內宵里聚落東郊及口宵里聚落。